# Clupisoma prateri
Clupisoma prateri es una especie de peces de la familia Schilbeidae en el orden de los Siluriformes.

## Morfología
• Los machos pueden llegar alcanzar los 27 cm de longitud total.
- Número de  vértebras: 48-50.[1][2]

## Reproducción
Es ovíparo y los huevos no son protegidos por los padres.

## Hábitat
Es un pez de agua dulce y de clima tropical.

## Distribución geográfica
Se encuentran en Asia: ríos Irrawaddy,  Salween,  Bago y  Sittang en Birmania.